# Handbuch der Orientalistik
Das Handbuch der Orientalistik bzw. Handbook of Oriental Studies ist eine seit 1952 im Verlag Brill in Leiden erscheinende bedeutende internationale Buchreihe zur Orientalistik. Bertold Spuler (1911–1990) war einer ihrer ersten Herausgeber. Die Reihe ist in verschiedene Abteilungen, Bände und Abschnitte untergliedert (Der Nahe und der Mittlere Osten, Indien, Südostasien, China, Japan, Kunst und Archäologie, Zentralasien) und umfasste 2007 über 250 Bände. Aufgrund seiner Anlage und seiner langen Editionsgeschichte ist die Gesamtanlage des Werkes schwer zu überblicken.

## Gliederung

### Sect. 1: The Near and Middle East
| Abt., Bd., Abschn.         | Buchtitel | Autor / Hrsg. des Bandes                                 | Jahr           | Thema                                      |
| -------------------------- | --- | -------------------------------------------------------- | -------------- | ------------------------------------------ |
| I.1,1                      | Ägyptische Schrift und Sprache | Hermann Kees                                             | 1959           | Ägyptisch                                  |
| I.1,2                      | Literatur | Hellmut Brunner                                          | 1952           | Altägyptische Literatur                    |
| I.1,3                      | Geschichte des Alten Ägypten | Wolfgang Helck                                           | 1968           |                                            |
| I.2,1/2,1                  | Keilschriftforschung und alte Geschichte Vorderasiens: Geschichte der Forschung, Sprache und Literatur: Das Sumerische              | Adam Falkenstein                                         | 1959           | Sumerisch                                  |
| I.2,1/2,2                  | Keilschriftforschung und alte Geschichte Vorderasiens: Geschichte der Forschung, Sprache und Literatur: Altkleinasiatische Sprachen | Johannes Friedrich                                       | 1969           | Kleinasien                                 |
| I.2,3                      | Keilschriftforschung und alte Geschichte Vorderasiens: Geschichte des alten Vorderasien                                             | Hartmut Schmökel                                         | 1957           | Vorderasien                                |
| I.2,4                      | Keilschriftforschung und alte Geschichte Vorderasiens: Orientalische Geschichte von Kyros bis Mohammed                              | Geo Widengren, Fritz Moritz Heichelheim, Albert Dietrich | 1966           |                                            |
| I.3,1-3                    | Semitistik | Bertold Spuler                                           | 1953–54        |                                            |
| I.4,1-2                    | Iranistik | Bertold Spuler                                           | 1958           | Iranistik                                  |
| I.4,3                      | Tocharisch | Wolfgang Krause                                          | 1955           | Tocharisch                                 |
| I. Erg.-Bd. 4              | Orientalische Musik | Hans Hickmann, Wilhelm Stauder                           | 1970           |                                            |
| I.5,1                      | Altaistik: Turkologie | Annemarie von Gabain                                     | 1963           | Turkologie                                 |
| I.5,2                      | Altaistik: Mongolistik | Nikolaus Poppe                                           | 1964           | Mongolistik                                |
| I.5,3                      | Altaistik: Tungusologie | Walter Fuchs                                             | 1968           | Tungusologie                               |
| I.5,5                      | Altaistik: Geschichte Mittelasiens                                                                                                  | Karl Jettmar                                             | 1966           | Mittelasien                                |
| I.6,1                      | Geschichte der islamischen Länder: Die Chalifenzeit. Entstehung und Zerfall des islamischen Weltreichs                              | Bertold Spuler                                           | 1952           |                                            |
| I.6,2                      | Geschichte der islamischen Länder: Die Mongolenzeit                                                                                 | Bertold Spuler                                           | 1948           |                                            |
| I.6,3                      | Geschichte der islamischen Länder: Neuzeit                                                                                          |                                                          | 1959           |                                            |
| I.6,5                      | Geschichte der islamischen Länder: Regierung und Verwaltung des Vorderen Orients in islamischer Zeit                                |                                                          | 1979, 1988     |                                            |
| I.6,6                      | Geschichte der islamischen Länder: Wirtschaftsgeschichte des Vorderen Orients in islamischer Zeit                                   | Bertold Spuler                                           | 1977           |                                            |
| I.Erg.-Bd. 6,1             | Die Medizin im Islam | Manfred Ullmann                                          | 1970           |                                            |
| I.Erg.-Bd. 7               | A historical chart of the Muslim world                                                                                              | Ibrahim Gomaa                                            | 1972           | (Wandkarte)                                |
| I.7                        | Armenisch und kaukasische Sprachen                                                                                                  | Gerhard Deeters                                          | 1963           |                                            |
| I.8,1,Lfg. 1               | Religion: Religionsgeschichte des alten Orients                                                                                     | Otto Eißfeldt                                            | 1964           |                                            |
| I.8,1,Lfg. 2, H. 2a, Bd. 1 | Religion: History of Zoroastrianism: The Early Period                                                                               | Mary Boyce                                               | 1975           | Zoroastrismus                              |
| I.8,1,Lfg. 2, H. 2a, Bd. 3 | Religion: History of Zoroastrianism: Zoroastrianism under Macedonian and Roman Rule                                                 | Mary Boyce, Franz Grenet                                 | 1991           | Zoroastrismus                              |
| I.8,2                      | Religionsgeschichte des Orients in der Zeit der Weltreligionen                                                                      |                                                          | 1961           |                                            |
| I.Erg.-Bd. 8               | Osmanische Bibliographie mit besonderer Berücksichtigung der Türkei in Europa                                                       | Hans-Jürgen Kornrumpf                                    | 1973           | Osmanisches Reich                          |
| I.Erg.9                    | A history of the Druzes | Kais M. Firro                                            | 1992           | Drusen                                     |
| I.13,1                     | Arabic Literature of Africa, Volume 1: Writings of Eastern Sudanic Africa to c. 1900                                                | J.O. Hunwick & R.S. O’Fahey (eds.)                       | 1993           |                                            |
| I.13,2                     | Arabic Literature of Africa, Volume 2: Writings of Central Sudanic Africa                                                           | J.O. Hunwick & R.S. O’Fahey (eds.)                       | 1995           |                                            |
| I.13,3A                    | Arabic Literature of Africa, Volume 3A: The writings of the Muslim peoples of Northeastern Africa                                   | Rex S. O’Fahey                                           | 2003           | Nordostafrika                              |
| I.13,4                     | Arabic Literature of Africa, Volume 4: Writings of Western Sudanic Africa                                                           | J.O. Hunwick                                             | 2003           |                                            |
| I.14,1/2                   | Bildatlas zum Sport im Alten Ägypten. Corpus der bildlichen Quellen zu Leibesübungen, Spiel, Jagd, Tanz und verwandten Themen       | Wolfgang Decker, Michael Herb                            | 1994           | Sport                                      |
| I.15                       | Geschichte der hethitischen Religion                                                                                                | Volkert Haas                                             | 1994           | Hethiter                                   |
| I.18                       | Hamito-Semitic etymological dictionary: materials for a reconstruction                                                              | Vladimir E. Orel, Olga V. Stolbova                       | 1995           | Afroasiatische Sprachen                    |
| I.20                       | La civilisation phénicienne et punique: manuel de recherche                                                                         | Véronique Krings                                         | 1995           |                                            |
| I.21,1/2                   | Dictionary of North-West Semitic Inscriptions                                                                                       | Jacob Hoftijzer; Karel Jongeling                         | 1995           | Nordwestsemitische Sprachen                |
| I.25,1-4                   | Canaanite in the Amarna Tablets | Anson F. Rainey                                          | 1996           |                                            |
| I.26                       | The Empire of the Mahdi: The Rise of the Fatimids                                                                                   | Heinz Halm                                               | 1996           | Mahdi, Fatimiden                           |
| I.28                       | A Grammar of the Ugaritic Language                                                                                                  | Daniel Sivan                                             | 1997           |                                            |
| I.29                       | A Dictionary of Andalusi Arabic | Federico Corriente                                       | 1997           |                                            |
| I.30,3                     | Corpus inscriptionum Arabicarum Palaestinae (CIAP): D–F                                                                             | Moshe Sharon                                             | 2004           |                                            |
| I.31                       | The Kingdom of Kush. Handbook of the Napatan-Meroitic civilization                                                                  | László Török                                             | 1997           | Reich von Kusch, Meroe                     |
| I.33,1-3                   | Onomasticon of the Hittite Pantheon                                                                                                 | Ben H. L. van Gessel                                     | 1998/1998/2001 |                                            |
| I.34                       | Geschichte des hethitischen Reiches                                                                                                 | Horst Klengel                                            | 1999           | Hethiter                                   |
| I.38.1-3                   | Systematische Bibliographie der Hethitologie                                                                                        | Vladimír Souček                                          | 1996           |                                            |
| I.39                       | Handbook of Ugaritic Studies | Wilfred G. E. Watson                                     | 1999           |                                            |
| I.42                       | The Old Syriac inscriptions of Edessa and Osrhoene. Texts, translations and commentary                                              | Han J. W. Drijvers, John F. Healey                       | 1999           | Altsyrisch, Edessa, Osrhoene               |
| I.44                       | Astral Sciences in Mesopotamia | Hermann Hunger, David Pingree                            | 1999           |                                            |
| I.48.1-3                   | Etymological Dictionary of Egyptian.                                                                                                | Gábor Takács                                             | 1999/2001/2008 | Altägyptisch, Phonologie                   |
| I.50 1/2                   | A Dictionary of Samaritan Aramaic                                                                                                   | Avraham Tal                                              | 2000           | Samaritanisches Aramäisch                  |
| I.51.1/2                   | Dialect, Culture, and Society in Eastern Arabia 1: Glossary/2: Ethnographic Texts                                                   | Clive Holes                                              | 2001/2005      |                                            |
| I.54                       | A Phoenician-Punic grammar | Charles R. Krahmalkov                                    | 2001           | Phönizisch-punische Sprache                |
| I.57,5.2                   | The Judaism of Qumran: a systemic reading of the Dead Sea scrolls; Vol. 2. World view, comparing Judaisms                           | Alan J. Avery-Peck                                       | 2001           | Qumran, Schriftrollen vom Toten Meer       |
| I.58                       | The Arabic manuscript tradition: a glossary of technical terms and bibliography                                                     | Adam Gacek                                               | 2001           |                                            |
| I.60                       | Narrative illustration in Persian lithographed books                                                                                | Ulrich Marzolph                                          | 2001           |                                            |
| I.61                       | A comparative lexical study of Qurʾānic Arabic                                                                                      | Martin R. Zammit                                         | 2002           | Koran                                      |
| I.62                       | Christliche Architektur in Ägypten                                                                                                  | Peter Grossmann                                          | 2002           | Christliche Architektur                    |
| I.63                       | Classical Arabic philology and poetry: a bibliographical handbook of important editions from 1960 to 2000                           | Reinhard Weipert                                         | 2002           |                                            |
| I.64                       | A history of the animal world in the ancient Near East                                                                              | Billie Jean Collins                                      | 2002           |                                            |
| I.66                       | Studies in the Aramaic legal papyri from Elephantine                                                                                | Yochanan Muffs                                           | 2003           | Elephantine-Papyri                         |
| I.67.1/2                   | A Dictionary of the Ugaritic Language in the Alphabetic Tradition                                                                   | Gregorio del Olmo Lete, Joaquín Sanmartín                | 2003           | Ugaritisch                                 |
| I.68                       | The Luwians | H. Craig Melchert                                        | 2003           | Luwier                                     |
| I.69                       | The ocean of the soul: man, the world and God in the stories of Farīd al-Dīn A̓ṭṭār                                                  | Hellmut Ritter                                           | 2003           | Das Meer der Seele, Fariduddin Attar       |
| I.70                       | A comparative glossary of Cypriot Maronite Arabic: (Arabic – English); with an introductory essay                                   | Alexander Borg                                           | 2004           | Zypriotisch-Arabisch, Kormakiti, Maroniten |
| I.71                       | Sumerian Grammar | Dietz Otto Edzard                                        | 2003           | Sumerische Sprache                         |
| I.74                       | Hattischer Wortschatz in hethitischer Textüberlieferung                                                                             | Oğuz Soysal                                              | 2004           | Hattisch                                   |
| I.75                       | Iraq: a bibliographical guide | C. Heather Bleaney, Geoffrey J. Roper                    | 2004           | Irak                                       |
| I.78                       | Arabische Dialektgeographie: eine Einführung                                                                                        | Peter Behnstedt; Manfred Woidich                         | 2005           |                                            |
| I.79                       | The law of agriculture in the Mishnah and the Tosefta: translation, commentary, theology                                            | Jacob Neusner                                            | 2005           | Mišnā; Zeraʿīm, Tosefta                    |
| I.80                       | General maps of Persia: 1477–1925                                                                                                   | Cyrus Alai                                               | 2005           |                                            |
| I.81                       | Nomadic societies in the Middle East and North Africa: entering the 21st century                                                    | Dawn Chatty                                              | 2006           |                                            |
| I.82                       | Enigmatic charms: medieval Arabic block printed amulets in American and European libraries and museums                              | Karl R. Schaefer                                         | 2006           |                                            |
| I.83                       | Ancient Egyptian Chronology | Erik Hornung, Rolf Krauss, David A. Warburton            | 2006           | Datierungsmethoden, Absolute Chronologie   |
| I.86                       | The Carian Language | Ignacio J. Adiego                                        | 2007           | Karische Sprache                           |
| I.88                       | Historical Muscat: an illustrated guide and gazetteer                                                                               | John Everett Peterson                                    | 2007           | Maskat                                     |
| I.89                       | Bibliography of Islamic philosophy                                                                                                  | Hans Daiber                                              | 2007           | Islamische Philosophie                     |
| I.92                       | Classic Ships of Islam – From Mesopotamia to the Indian Ocean                                                                       | Dionisius A.Agius                                        | 2008           | Maritime History                           |
| I.93                       | Divine Epithets in the Ugaritic Alphabetic Texts                                                                                    | Aicha Rahmouni                                           | 2008           |                                            |
| I.97                       | Dictionary of Arabic and Allied Loanwords: Spanish, Portuguese, Catalan, Galician and Kindred Dialects                              | Federico Corriente                                       | 2008           |                                            |
| I.101                      | A Grammar of the Bedouin Dialects of Central and Southern Sinai                                                                     | Rudolf Erik de Jong                                      | 2011           |                                            |
| I.102                      | A Descriptive and Comparative Grammar of Andalusi Arabic                                                                            | María Isabel Fierro                                      | 2013           |                                            |
| I.103                      | Ibn Ḥazm of Cordoba: The Life and Works of a Controversial Thinker                                                                  | Camilla Adang                                            | 2013           | Islamische Philosophie                     |
| I.111                      | A Cultural History of Aramaic: From the Beginnings to the Advent of Islam                                                           | Holger Gzella                                            | 2014           |                                            |
| I.127                      | Philosophy in Qajar Iran | Reza Pourjavady                                          | 2018           |                                            |
| I.130                      | Phonologie hittite | Sylvain Patri                                            | 2019           |                                            |
| I.132                      | Kanišite Hittite: The Earliest Attested Record of Indo-European                                                                     | Alwin Kloekhorst                                         | 2019           |                                            |
| I.139                      | The Phrygian Language | Bartomeu Obrador-Cursach                                 | 2020           |                                            |
| I.148                      | The Nasrid Kingdom of Granada between East and West: Thirtheenth and Fiftheenth Centuries                                           | Adela Fábregas (Hrsg.)                                   | 2021           |                                            |

### Sect. 2: India
| Abt., Bd., Abschn. | Buchtitel                                                                        | Autor / Hrsg. des Bandes                     | Jahr | Thema                  |
| ------------------ | -------------------------------------------------------------------------------- | -------------------------------------------- | ---- | ---------------------- |
| II.1,1             | Old Indian                                                                       | Jan Gonda                                    | 1971 | Altindisch             |
| II.3,1             | History of Indian law (Dharmaśāstra)                                             | J. Duncan M. Derrett                         | 1973 | Dharmaśāstra           |
| II.3,2             | The state in Indian tradition                                                    | Hartmut Scharfe                              | 1989 |                        |
| II.Erg.3           | Religious beliefs and practices of North India during the early Mediaeval period | Vibhuti Bhushan Mishra                       | 1973 |                        |
| II.4,3             | Islam in the Indian subcontinent                                                 | Annemarie Schimmel                           | 1980 | Indien                 |
| II.9               | Lexicon of Tamil literature                                                      | Kamil V. Zvelebil                            | 1995 | Tamilisch              |
| II.10              | Languages of the Himalayas                                                       | George van Driem                             | 2001 | Himalaya Languages     |
| II.11              | Sarvāstivāda Buddhist scholasticism                                              | Charles Willemen, Bart Dessein, Collett Cox  | 1998 | Sarvastivada           |
| II.12              | The Sanskrit epics                                                               | John Brockington                             | 1998 | Mahabharata, Ramayana  |
| II.14              | An annotated bibliography of the Alaṃkāraśāstra                                  | Timothy C. Cahill                            | 2001 | Alamkarasastra         |
| II.16              | Education in ancient India                                                       | Hartmut Scharfe                              | 2002 | Bildung                |
| II.17              | The Buddhist architecture of Gandhāra                                            | Kurt Allen Behrendt                          | 2004 | Gandhara               |
| II.18,1            | The end of the Golden Age                                                        | Walter M. Spink                              | 2005 | Ajanta                 |
| II.18,2            | Arguments about Ajanta                                                           | Walter M. Spink                              | 2006 | Ajanta                 |
| II.18,5            | Cave by Cave                                                                     | Walter M. Spink                              | 2007 | Ajanta                 |
| II.19              | Greater Magadha                                                                  | Johannes Bronkhorst                          | 2007 | Magadha                |
| II.20              | Indian Islamic Architecture                                                      | John Burton-Page †. Edited by George Michell | 2007 | Islamische Architektur |

### Sect. 3: South-East Asia
| Abt., Bd.          | Buchtitel | Autor / Hrsg. des Bandes        | Jahr | Thema |
| ------------------ | --- | ------------------------------- | ---- | ----- |
| III.2, Abschnitt 2 | Die altindonesischen Religionen                                                                                        | Waldemar Stöhr                  | 1976 |       |
| III.6              | Music | Mantle Hood, José Maceda        | 1972 |       |
| III.8              | Historical atlas of South-East Asia                                                                                    | Jan M. Pluvier                  | 1995 |       |
| III.11             | The folk-tales of Burma: an introduction                                                                               | Gerry Abbott, Khin Thant Han    | 2000 |       |
| III.12             | Cambodian architecture: eighth to thirteenth centuries                                                                 | Jacques Dumarçay, Pascal Royère | 2001 |       |
| III.13             | The Malay Peninsula: crossroads of the maritime silk road (100 BC – 1300 AD)                                           | Michel Jacq-Hergoualc'h         | 2002 |       |
| III.14             | The art and architecture of Thailand: from prehistoric times through the thirteenth century                            | Hiram Woodward                  | 2003 |       |
| III.15             | Construction techniques in South and Southeast Asia: a history                                                         | Jacques Dumarçay                | 2005 |       |
| III.16             | Southeast Asian warfare, 1300–1900                                                                                     | Michael W. Charney              | 2004 |       |
| III.17             | Old Muslim calendars of Southeast Asia                                                                                 | Ian Proudfoot                   | 2006 |       |
| III.18             | Social dynamics in the highlands of Southeast Asia: reconsidering "Political systems of Highland Burma" by E. R. Leach | François Robinne                | 2007 |       |

### Sect. 4: China
| Abt., Bd., Abschn. | Buchtitel | Autor / Hrsg. des Bandes | Jahr | Thema                                                                         |
| ------------------ | --- | ------------------------ | ---- | ----------------------------------------------------------------------------- |
| IV.2,1             | Chinesische Dichtung: Geschichte, Struktur, Theorie                                                                                                | Günther Debon            | 1989 |                                                                               |
| IV.4,1             | Die alte chinesische Religion und das Staatskultwesen                                                                                              | Werner Eichhorn          | 1976 |                                                                               |
| IV.6               | Chinesische Rechtsgeschichte | Oskar Weggel             | 1980 |                                                                               |
| IV.10              | China bibliography: a research guide to reference works about China past and present                                                               | Harriet T. Zurndorfer    | 1995 |                                                                               |
| IV.11              | Chinese popular prints | John Lust                | 1996 |                                                                               |
| IV.12,1            | Early Buddhist art of China and Central Asia. Vol. 1: Later Han, three kingdoms and Western Chin in China and Bactria to Shan-shan in Central Asia | Marylin M. Rhie          | 2007 | Spätere Han-Dynastie, Drei Reiche, Westliche Jin-Dynastie, Baktrien, Shanshan |
| IV.13              | Education in traditional China. A history | Thomas H. C. Lee         | 2000 |                                                                               |
| IV.14              | Daoism handbook | Livia Kohn               | 2000 | Daoismus                                                                      |
| IV.15,1            | Handbook of Christianity in China: 635–1800 | Nicolas Standaert        | 2001 |                                                                               |
| IV.16              | A biographical dictionary of the Qin, former Han and Xin periods: (221 BC – AD 24)                                                                 | Michael Loewe            | 2000 | Qin-Dynastie, Frühere Han-Dynastie, Xin-Dynastie                              |
| IV.17              | The men who governed Han China: companion to "A biographical dictionary of the Qin, former Han and Xin periods"                                    | Michael Loewe            | 2004 | Qin-Dynastie, Frühere Han-Dynastie, Xin-Dynastie                              |
| IV.18              | Diplomacy and trade in the Chinese world: 589–1276                                                                                                 | Hans Bielenstein         | 2005 |                                                                               |
| IV.19              | A biographical dictionary of Later Han to the Three Kingdoms (23–220 AD)                                                                           | Rafe de Crespigny        | 2007 | Spätere Han-Dynastie, Drei Reiche                                             |

### Sect. 5: Japan
| Abt., Bd. | Buchtitel | Autor / Hrsg. des Bandes | Jahr      | Thema               |
| --------- | --- | ------------------------ | --------- | ------------------- |
| V.1,2     | Sprache und Schrift Japans | Bruno Lewin              | 1989      |                     |
| V.2,1     | The Japanese theatre: from shamanistic ritual to contemporary pluralism                                                          | Benito Ortolani          | 1990      | Japanisches Theater |
| V.3,3     | Wirtschafts- und Technikgeschichte Japans                                                                                        | Klaus Müller             | 1988      |                     |
| V.3,5     | Medizingeschichte Japans | Erhard Rosner            | 1989      |                     |
| V.4       | Die einheimische Religion Japans (in zwei Teilen)                                                                                | Nelly Naumann            | 1988/1994 |                     |
| V.5       | Japanische Philosophie nach 1868                                                                                                 | Junko Hamada             | 1994      |                     |
| V.7       | The book in Japan: a cultural history from the beginnings to the nineteenth century                                              | Peter Kornicki           | 1998      |                     |
| V.8       | Shintō und die Konzeption des japanischen Nationalwesens (kokutai): Der religiöse Traditionalismus in Neuzeit und Moderne Japans | Klaus Antoni             | 1998      |                     |
| V.9       | Modern Japanese society | Josef Kreiner            | 2004      |                     |
| V.10      | Handbook of Christianity in Japan                                                                                                | Mark R. Mullins          | 2003      |                     |
| V.11      | Pre-industrial Korea and Japan in environmental perspective                                                                      | Conrad Totman            | 2004      |                     |
| V.12      | History of law in Japan since 1868                                                                                               | Wilhelm Röhl             | 2005      |                     |
| V.13      | A history of nationalism in modern Japan: placing the people                                                                     | Kevin M. Doak            | 2007      |                     |

### Sect. 7: Art and Archaeology
| Abt., Bd.   | Buchtitel                                                                                        | Autor / Hrsg. des Bandes    | Jahr | Thema                |
| ----------- | ------------------------------------------------------------------------------------------------ | --------------------------- | ---- | -------------------- |
| VII.1,2,B,1 | Wheeled Vehicles and Ridden Animals in the Ancient Near East                                     | M. A. Littauer / J. Crouwel | 1979 |                      |
| VII.1,2,B,7 | Vorderasiatischer Schmuck von den Anfängen bis zur Zeit der Achaemeniden (ca. 10000–330 v. Chr.) | Brigitte Musche             | 1992 | Achämeniden          |
| VII.1,2,B,5 | Vorderasiatischer Schmuck zur Zeit der Arsakiden und der Sasaniden                               | Brigitte Musche             | 1988 | Arsakiden, Sasaniden |
| VII.3,1     | Archaeology in Soviet Central Asia                                                               | Grégoire Frumkin            | 1970 |                      |
| VII.3,2     | Archäologie und Kunstgeschichte Chinesisch-Zentralasiens (Xinjiang)                              | Marianne Yaldız             | 1987 |                      |

### Sect. 8: Central Asia
| Abt., Bd. | Buchtitel | Autor / Hrsg. des Bandes             | Jahr | Thema                   |
| --------- | --- | ------------------------------------ | ---- | ----------------------- |
| VIII.1    | The Uralic languages: description, history and foreign influences                                                                                   | Denis Sinor                          | 1988 | Uralische Sprachen      |
| VIII.2    | The art of the Scythians: the interpenetration of cultures at the edge of the Hellenic world                                                        | Esther Jacobson                      | 1995 | Skythen                 |
| VIII.3    | A grammar of old Turkic | Marcel Erdal                         | 2004 | Alttürkische Sprache    |
| VIII.4    | The king’s dictionary: the Rasûlid Hexaglot: fourteenth century vocabularies in Arabic, Persian, Turkic, Greek, Armenian, and Mongol                | Peter B. Golden                      | 2000 | Rasuliden               |
| VIII.5    | Sources on the Alans: a critical compilation | Agustí Alemany                       | 2000 | Alanen                  |
| VIII.6    | Warfare in Inner Asian history (500–1800) | Nicola Di Cosmo                      | 2002 |                         |
| VIII.7    | Manchu grammar | Liliya M. Gorelova                   | 2002 | Mandschurische Sprache  |
| VIII.8,1  | Etymological dictionary of the Altaic languages [A–K]                                                                                               | Sergei A. Starostin                  | 2003 | Altaische Sprachen      |
| VIII.8,2  | Etymological dictionary of the Altaic languages [L–Z]                                                                                               | Sergei A. Starostin                  | 2003 |                         |
| VIII.8,3  | Etymological dictionary of the Altaic languages [Indices]                                                                                           | Sergei A. Starostin                  | 2003 |                         |
| VIII.9    | An historical atlas of Central Asia | Yuri Bregel                          | 2003 | Zentralasien            |
| VIII.10   | Sogdian traders: a history | Étienne de La Vaissière              | 2005 | Sogdier                 |
| VIII.11   | A Tajik Persian reference grammar | John R. Perry                        | 2005 | Tadschikisch, Persisch  |
| VIII.12   | Altgeorgisch-Deutsches Wörterbuch | Surab Sardshweladse                  | 2005 | Altgeorgische Sprache   |
| VIII.13   | Afghanistan: a bibliography | Heather Bleaney                      | 2006 | Afghanistan             |
| VIII.14   | Art and archaeology of Afghanistan: its fall and survival; a multi-disciplinary approach                                                            | Juliette van Krieken-Pieters         | 2006 | Afghanistan             |
| VIII.15   | A historical-etymological dictionary of pre-Russian habitation names of the Crimea                                                                  | Henryk Jankowski                     | 2006 | Krim                    |
| VIII.16   | The spread of Buddhism | Ann Heirman, Stephen Peter Bumbacher | 2007 | Buddhismus              |
| VIII.17   | The world of the Khazars: new perspectives: selected papers from the Jerusalem 1999 International Khazar Colloquium hosted by the Ben Zvi Institute | Peter B. Golden, Denis Sinor         | 2007 | Chasaren                |
| VIII.18   | Kartwelisches etymologisches Wörterbuch | Heinz Fähnrich                       | 2007 | Südkaukasische Sprachen |
| VIII.19   | The Kitan language and script | Daniel Kane                          | 2009 | Kitan                   |
| VIII.20   | Introduction to Altaic Philology: Turkic, Mongolian, Manchu                                                                                         | Igor de Rachewiltz, Volker Rybatzki  | 2010 | Altaische Sprachen      |
| VIII.21   | Geschichte Georgiens | Heinz Fähnrich                       | 2010 | Geschichte Georgiens    |
| VIII.22   | Die georgische Sprache | Heinz Fähnrich                       | 2012 | Georgische Sprache      |
| VIII.23,1 | Armenian philology in the modern era: from manuscript to digital text                                                                               | Valentina Calzolari                  | 2014 | Armenische Sprache      |